# Dave Gardner
David Richmond Gardner, detto Dave (Glasgow, 31 marzo 1873 – Leicester, 5 novembre 1931), è stato un calciatore scozzese, di ruolo difensore.

## Carriera

### Club
Nato a Glasgow, inizia la propria carriera professionistica nel Third Lanark, prima di trasferirsi al Newcastle Utd nel 1899. Dopo 76 presenze e due reti segnate, si trasferisce al Grimsby Town, dove rimane per le successive due stagioni. Nell'estate del 1904 firma per il West Ham Utd, con cui debutta il 1º settembre seguente, in una gara contro il Millwall. In tre anni colleziona un totale di 80 presenze, venendo poi ceduto nella finestra invernale di calciomercato del 1907 al Croydon Common. Muore il 5 novembre 1931 all'età di 52 anni.

### Nazionale
Il 20 marzo 1897 Gardner fa il suo debutto ufficiale con la Scozia, in occasione di una gara contro il Galles pareggiata per 2-2.